# Canoë-kayak aux Jeux olympiques d'été de 2024 - C1 hommes (slalom)
Cet article traite de l'épreuve masculine. Pour la compétition féminine, voir Canoë-kayak aux Jeux olympiques d'été de 2024 - C1 femmes (slalom).
Navigation
Tokyo 2020 Los Angeles 2028
L'épreuve masculine du C1 des Jeux olympiques d'été de 2024 se déroule les 27 et 29 juillet 2024 au stade nautique de Vaires-sur-Marne, à environ 30 km à l'Est de Paris.

## Médaillés
| Or                   | Argent             | Bronze            |
| Nicolas Gestin (FRA) | Adam Burgess (GBR) | Matej Beňuš (SVK) |

## Programme
| Date              | Horaire | Manche        |
| ----------------- | ------- | ------------- |
| Samedi 27 juillet | 15 h 00 | Éliminatoires |
| Lundi 29 juillet  | 15 h 30 | Demi-finale   |
| Lundi 29 juillet  | 17 h 20 | Finale        |

## Format de la compétition
Lors des éliminatoires, les canoéistes disputent deux manches et le meilleur résultat est retenu pour déterminer le classement où les 15 premiers se qualifient pour la demi-finale. Là, une seule manche est disputée et les 10 premiers passent en finale. Lors de la finale, disputée sur une seule manche, le meilleur temps remporte la médaille d'or.

## Résultats détaillés

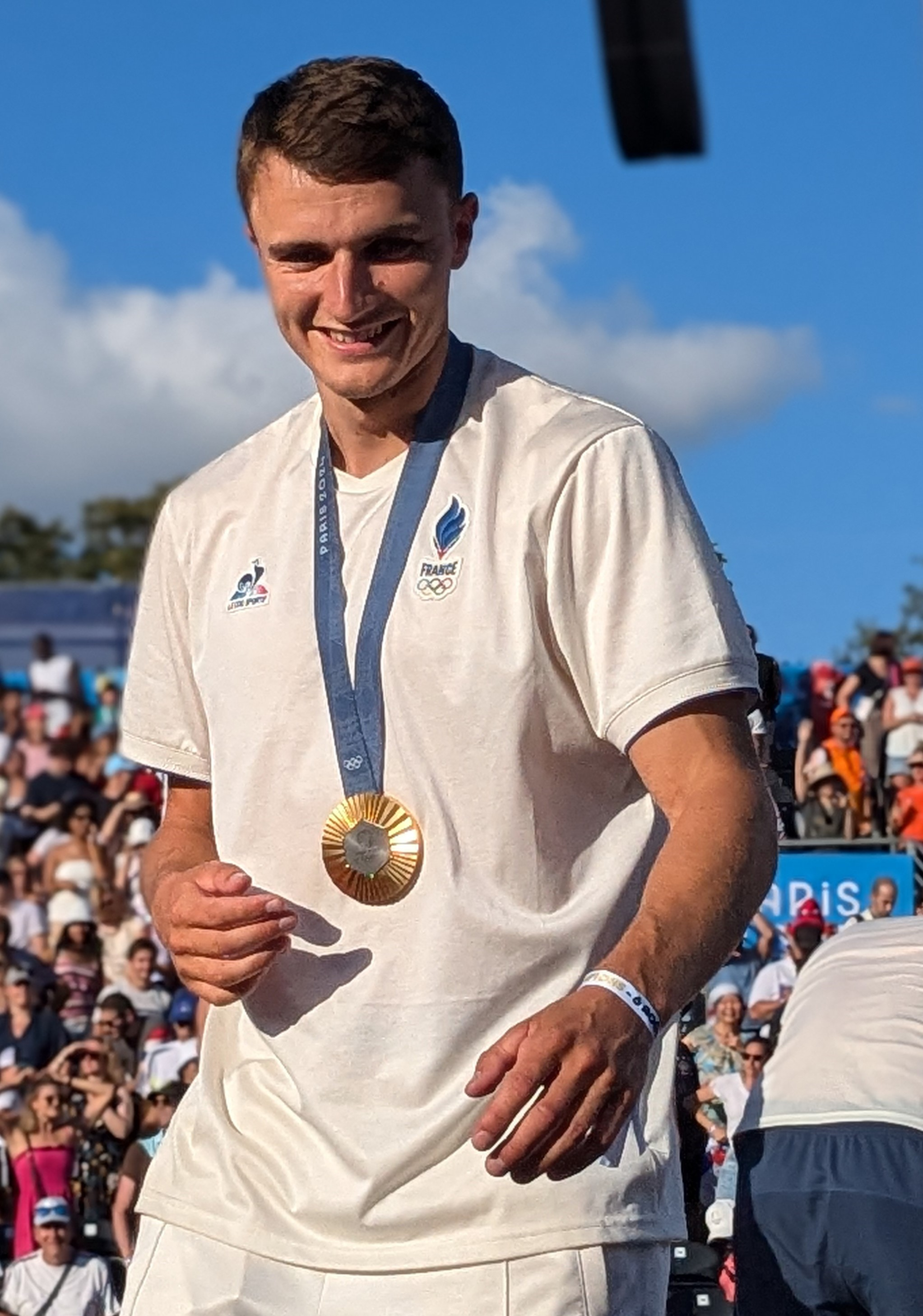
Nicolas Gestin célébrant sa médaille d'or au parc des Champions.

Légende
- QD : qualifié pour la demi-finale
- QF : qualifié pour la finale

| Rang | Athlète          | Pays                          | Manche 1 | Manche 1 | Manche 2 | Manche 2 | Meilleur temps | Notes |
| Rang | Athlète          | Pays                          | Temps    | Pénalité | Temps    | Pénalité | Meilleur temps | Notes |
| ---- | ---------------- | ----------------------------- | -------- | -------- | -------- | -------- | -------------- | ----- |
| 1    | Nicolas Gestin   | France                        | 89.90    | 0        | 88.78    | 0        | 88.78          | QD    |
| 2    | Adam Burgess     | Grande-Bretagne               | 90.87    | 0        | 95.08    | 4        | 90.87          | QD    |
| 3    | Matija Marinić   | Croatie                       | 91.61    | 0        | 98.44    | 2        | 91.61          | QD    |
| 4    | Raffaello Ivaldi | Italie                        | 91.90    | 0        | 94.96    | 4        | 91.90          | QD    |
| 5    | Yves Bourhis     | Sénégal                       | 94.68    | 4        | 92.14    | 0        | 92.14          | QD    |
| 6    | Miquel Travé     | Espagne                       | 92.19    | 2        | 143.45   | 56       | 92.19          | QD    |
| 7    | Sideris Tasiadis | Allemagne                     | 92.44    | 0        | 92.43    | 0        | 92.43          | QD    |
| 8    | Grzegorz Hedwig  | Pologne                       | 94.08    | 2        | 100.30   | 8        | 94.08          | QD    |
| 9    | Tristan Carter   | Australie                     | 94.19    | 0        | 103.87   | 4        | 94.19          | QD    |
| 10   | Casey Eichfeld   | États-Unis                    | 99.84    | 6        | 94.69    | 2        | 94.69          | QD    |
| 11   | Matej Beňuš      | Slovaquie                     | 100.28   | 2        | 94.91    | 2        | 94.91          | QD    |
| 12   | Lukáš Rohan      | Tchéquie                      | 95.63    | 2        | 97.74    | 2        | 95.63          | QD    |
| 13   | Takuya Haneda    | Japon                         | 96.82    | 0        | 99.59    | 0        | 96.82          | QD    |
| 14   | Benjamin Savšek  | Slovénie                      | 97.04    | 2        | 192.64   | 102      | 97.04          | QD    |
| 15   | Alex Baldoni     | Canada                        | 97.32    | 2        | 98.56    | 0        | 97.32          | QD    |
| 16   | Liam Jegou       | Irlande                       | 102.67   | 0        | 99.93    | 6        | 99.93          |       |
| 17   | Joris Otten      | Pays-Bas                      | 101.92   | 0        | 110.93   | 8        | 101.92         |       |
| 18   | Pepe Gonçalves   | Brésil                        | 111.07   | 8        | 154.48   | 56       | 111.07         |       |
| 19   | Amir Rezanejad   | Équipe olympique des réfugiés | 116.16   | 6        | 119.48   | 6        | 116.16         |       |
| 20   | Salim Jemai      | Tunisie                       | 128.42   | 4        | 130.02   | 6        | 128.42         |       |

| Rang | Athlète          | Pays            | Temps  | Pénalité | Notes |
| ---- | ---------------- | --------------- | ------ | -------- | ----- |
| 1    | Nicolas Gestin   | France          | 93.12  | 0        | QF    |
| 2    | Miquel Travé     | Espagne         | 96.69  | 0        | QF    |
| 3    | Sideris Tasiadis | Allemagne       | 96.74  | 0        | QF    |
| 4    | Adam Burgess     | Grande-Bretagne | 97.21  | 0        | QF    |
| 5    | Benjamin Savšek  | Slovénie        | 98.28  | 2        | QF    |
| 6    | Liam Jegou       | Irlande         | 98.52  | 2        | QF    |
| 7    | Matija Marinić   | Croatie         | 98.82  | 0        | QF    |
| 8    | Tristan Carter   | Australie       | 99.45  | 0        | QF    |
| 9    | Yves Bourhis     | Sénégal         | 99.51  | 0        | QF    |
| 10   | Lukáš Rohan      | Tchéquie        | 101.54 | 4        | QF    |
| 11   | Matej Beňuš      | Slovaquie       | 102.59 | 4        | QF    |
| 12   | Grzegorz Hedwig  | Pologne         | 104.24 | 6        | QF    |
| 13   | Takuya Haneda    | Japon           | 107.11 | 4        |       |
| 14   | Raffaello Ivaldi | Italie          | 108.20 | 0        |       |
| 15   | Alex Baldoni     | Canada          | 127.41 | 4        |       |
| 16   | Casey Eichfeld   | États-Unis      | 162.23 | 58       |       |

| Rang                                | Athlète          | Pays            | Temps  | Pénalité |
| ----------------------------------- | ---------------- | --------------- | ------ | -------- |
| Médaille d'or, Jeux olympiques      | Nicolas Gestin   | France          | 91.36  | 0        |
| Médaille d'argent, Jeux olympiques  | Adam Burgess     | Grande-Bretagne | 96.84  | 0        |
| Médaille de bronze, Jeux olympiques | Matej Beňuš      | Slovaquie       | 97.03  | 0        |
| 4                                   | Sideris Tasiadis | Allemagne       | 97.27  | 0        |
| 5                                   | Miquel Travé     | Espagne         | 97.92  | 2        |
| 6                                   | Lukáš Rohan      | Tchéquie        | 98.09  | 2        |
| 7                                   | Liam Jegou       | Irlande         | 98.52  | 2        |
| 8                                   | Matija Marinić   | Croatie         | 100.35 | 2        |
| 9                                   | Tristan Carter   | Australie       | 100.73 | 2        |
| 10                                  | Grzegorz Hedwig  | Pologne         | 105.81 | 2        |
| 11                                  | Benjamin Savšek  | Slovénie        | 144.93 | 50       |
| 12                                  | Yves Bourhis     | Sénégal         | 145.78 | 50       |